# 마테 알테리
마테 알테리(Mathé Altéry, 본명: Marie-Thérèse Altare, 1927년 9월 12일 ~ )는 1950년대와 1960년대에 저명한 프랑스의 소프라노이다. 프랑스의 테너 가수 마리오 알테리의 딸이다.

## 경력
오페라 가수를 양친으로 하여 파리에서 태어났다. 어릴 때부터 성악과 피아노를 배웠으며, 1951년에 우연한 기회로 샹송을 부르기 시작하였다. 1953년에 도비르의 콩쿠르에서 <그가 내게 키스할 때>를 불러 앙드레 클라보상을 수상하였다. 벨 에포크의 샹송을 부른 음반 디스크로 1957년도 디스크 대상을 획득하였다.

## 같이 보기
- 분류:소프라노
- 유로비전 송 콘테스트 1956